# Stade Linité
Le stade de Linité (nom créole du stade de l'Unité) est un stade de football qui se trouve à Victoria la capitale des Seychelles. Ce stade accueille les matchs internationaux de la Sélection nationale seychelloise, ainsi que les matchs de championnat de Saint Michel United et de l'Anse Réunion FC. La capacité de ce stade est de 10 000 places et depuis 2007, la pelouse est devenue en synthétique. 

## Historique
Le stade Linité est construit, en 1992, à Victoria sur le district de Roche Caïman, pour accueillir les Jeux des îles de l'océan Indien 1993. D'une capacité de 10 000 places, il est bâti sur un polder et s'inscrit dans un pole sportif comprenant un gymnase, un palais des sports et une piscine olympique.
En 2007, une pelouse synthétique de troisième génération est installée dans le cadre des projets Goal de la FIFA. En 2010, dans le même cadre, de nouveaux travaux de rénovation sont réalisés pour mettre le stade aux normes internationales, ils concernent notamment le système d'éclairage, les vestiaires et les tribunes.

## Utilisations
Le stade accueille depuis sa création les rencontres de l'équipe nationale. Il est également utilisé par la majorité des équipes du championnat seychellois et pour les phases finales des différentes coupes nationales.
Il est un des principaux équipements sportifs utilisés pour les Jeux des îles de l'océan Indien 1993 et ceux de 2011. C'est dans ce stade qu'a lieu la cérémonie d'ouverture et de clôture de la compétition ainsi que la finale de football de ces mêmes jeux.
Le stade est également l'hôte de la Coupe d'Afrique des nations des moins de 17 ans 2001, qui voit la victoire en finale, du Nigéria, sur le score de trois buts à zéro, face au Burkina Faso.